# Maritza Bustamante
Maritza Bustamante Avidar (26. rujna, 1981. – Caracas, Venezuela) venezuelanska je glumica i model najpoznatija po ulozi Corine Santander u telenoveli Elena te u ulozi Caramele Vásquez u telenoveli Zamka .

## Filmografija
| Godina        | Naslov                | Uloga                           | Vrsta      |
| ------------- | --------------------- | ------------------------------- | ---------- |
| 2010. – 2011. | Elena                 | Corina Santander                | telenovela |
| 2010.         | Pecadora              | Barbie                          | telenovela |
| 2010.         | Okrutna ljubav        | Daniela Valdiri                 | telenovela |
| 2008.         | Torrente              | Ana Julia Briceño Mendizábal    | telenovela |
| 2007.         | Zamka                 | Caramelo                        | telenovela |
| 2006.         | Mi vida eres tú       | Beatriz 'Betty'                 | telenovela |
| 2005.         | Ljubav nema cijene    | Federica 'Kika' Mendéz          | telenovela |
| 2004.         | Ángel rebelde         | Mariela 'Marielita' Cuba Rubias | telenovela |
| 2003.         | Engañada              | Jennifer Cárdenas               | telenovela |
| 2002.         | Las González          | -                               | telenovela |
| 2001.         | Más que amor, frenesí | María Fernanda López Fajardo    | telenovela |